# داوون (خواننده)
داوون (به انگلیسی: Dawon) با نام اصلی نام دا-وون (به انگلیسی: Nam Da-won) (زاده ۲۷ مهٔ ۱۹۹۷) خواننده، بازیگر اهل کره جنوبی است. او عضو گروه کازمیک گرلز است.